# Vicente Rubino
Vicente Rubino (Provincia de Buenos Aires, 22 de octubre de 1914-Buenos Aires, 27 de marzo de 1990) fue un actor argentino.

## Biografía

### Carrera artística
Inició su carrera artística a mediados de los años 1930 en la compañía teatral de Tomás Simari. Luego trabajó con Camila Quiroga, Carlos Morganti, León Zárate, Olinda Bozán y Pepe Ratti. Realizó su primera aparición cinematográfica en 1942 en Ven mi corazón te llama, de Manuel Romero. Participó en 47 películas, entre ellas Casada y señorita, Novia para dos, Cleopatra era Cándida, Cuidado con las colas, El bulín, entre otras. De su extensa filmografía no realizó ningún protagónico. En la década de 1940 comenzó a hacer revista, permaneciendo varios años en el teatro Maipo (Buenos Aires). Durante los años 1940 y 1950 actuó en películas dramáticas, musicales y de comedia, y en la década de 1960 empezó a incursionar en películas cómicas. Realizó mayor parte de su carrera entre los años 1950 y 1960.
Se destacó en televisión en programas de gran éxito como La tuerca —de Héctor Maselli, con Nelly Láinez, Carmen Vallejo, Tino Pascali, Gogó Andreu, Tono Andreu, Rafael Carret, Guido Gorgatti y Julio López—, Cinemaspesos —con Orlando Marconi y Esmeralda Berard—, La revista de Dringue —con Dringue Farías—, Show Fantástico -con Marcos Zucker- y Supermingo —con Juan Carlos Altavista—.
En teatro se destacó en la revista en Nerón vuelve, donde también participaron Alfredo Barbieri, Marcos Zucker, etc., y se presentó en el teatro El Nacional. Con Violeta Rivas y Néstor Fabián actuó en el ciclo televisivo Todo es amor, en 1964. En 1975 actuó en teatro en En el Astros, las estrellas, junto a Jorge Porcel, Susana Giménez y Tristán. En 1980 realizó su última intervención cinematográfica en Una viuda descocada, de Armando Bó. En televisión fue donde realizó sus últimos trabajos.

### Fallecimiento
Falleció el 27 de marzo de 1990 a los 75 años de un infarto en la ciudad de Buenos Aires. Estuvo casado con la actriz teatral Zulma Grimaldi con quien tuvo a su hija Aída Rubino que también incursionó como actriz.

## Filmografía
- 1942: Ven... mi corazón te llama, como un periodista.
- 1943: El sillón y la gran duquesa.
- 1943: La piel de zapa.
- 1944: Mi novia es un fantasma.
- 1949: Un tropezón cualquiera da en la vida, como locutor.
- 1949: Mujeres que bailan, como un coreógrafo.
- 1949: Alma de bohemio.
- 1950: Buenos Aires a la vista.
- 1951: El hermoso Brummel como Anton, el peluquero.
- 1952: Bárbara atómica.
- 1952: Vigilantes y ladrones, como Rodríguez.
- 1953: Uéi Paesano.
- 1953: La mejor del colegio.
- 1954: Casada y señorita.
- 1955: Vida nocturna, como un presentador.
- 1956: África ríe.
- 1956: El sonámbulo que quería dormir.
- 1956: Novia para dos.
- 1959: Mis amores en Río.
- 1960: Vacaciones en la Argentina.
- 1961: La novia.
- 1964: El desastrólogo.
- 1964: Cleopatra era Cándida.
- 1964: Cuidado con las colas.
- 1965: Nacidos para cantar.
- 1965: Convención de vagabundos.
- 1965: Villa Delicia, playa de estacionamiento, música ambiental.
- 1965: Muchachos impacientes.
- 1966: Ritmo, amor y juventud.
- 1967: Escándalo en la familia.
- 1967: Coche cama, alojamiento, como Guzmán.
- 1968: Amor y un poco más (inédita).
- 1968: En mi casa mando yo.
- 1968: La casa de Madame Lulú.
- 1968: La cama.
- 1968: Carne, como un homosexual.
- 1969: El bulín.
- 1971: ¡Arriba juventud!.
- 1972: Todos los pecados del mundo.
- 1972: Autocine mon amour.
- 1973: Siempre fuimos compañeros.
- 1976: Don Carmelo Il Capo, como José Güiráldez.
- 1976: El profesor erótico.
- 1977: La nueva cigarra.
- 1977: Una mariposa en la noche.
- 1979: Donde duermen dos... duermen tres.
- 1979: Hotel de señoritas.
- 1980: Sujeto volador no identificado (inconclusa).
- 1980: Una viuda descocada, como Vicente Rodríguez Luque.